# Stadhuis van Aat

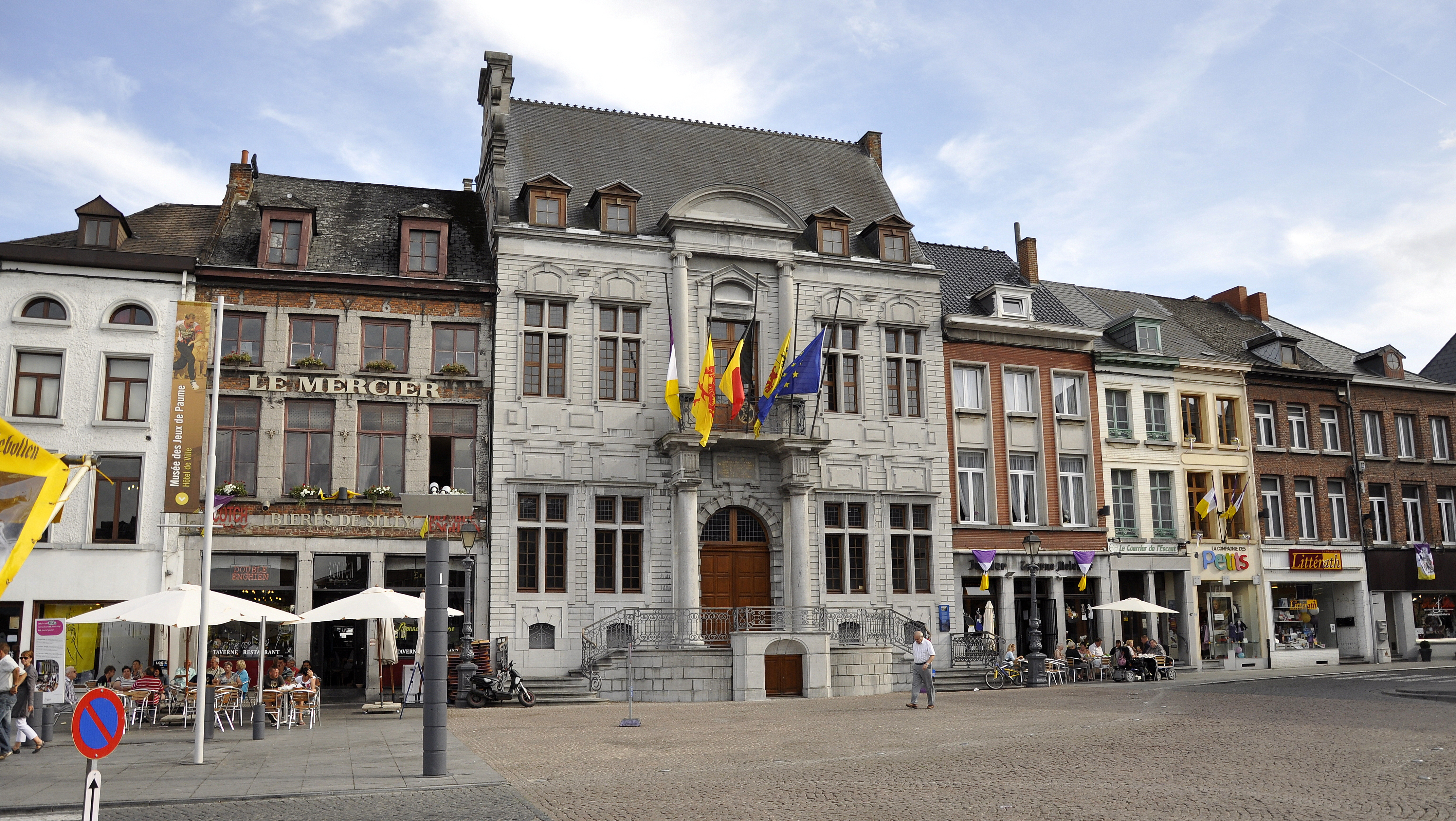
Het stadhuis van Aat

Het Stadhuis van Aat is een hoogrenaissancistisch stadhuis, gebouwd in de periode tussen 1614 en 1624. Het is een ontwerp van architect Wenzel Cobergher.

## Bouw
Wenzel Coberger, de architect van Albrecht van Oostenrijk en Isabella van Spanje tekende enkel de voorgevel. De rest van het werk liet hij over aan Melchior Somer, een jonge Duitse beeldhouwer. Zijn gebrek aan ervaring had nare gevolgen voor de constructie van het gebouw. Onderschatting van de kosten leidde ertoe dat men materialen van minderwaardige kwaliteit gebruikte. Grondige restauratie tussen 1861 en 1863 volgde. Toch bleef het gebouw sneller dan normaal verouderen. Een volgende grote restauratie werd tussen 1980 en 1983 uitgevoerd waarbij alle stenen van de voorgevel werden vervangen. 

## Interieur
De grote hal (Salle des pas perdus) bevat een monumentale schoorsteen met lapidaire inscripties (handtekening van de steenhouwer). Zulke inscripties zijn ook te vinden in de monumentale trap. Op de verdieping bevinden zich de trouwzaal, de grote salon en een vergaderzaal. In het stadhuis zijn portretten te zien van bekende Belgen zoals koning Boudewijn I.

## Afbeeldingen

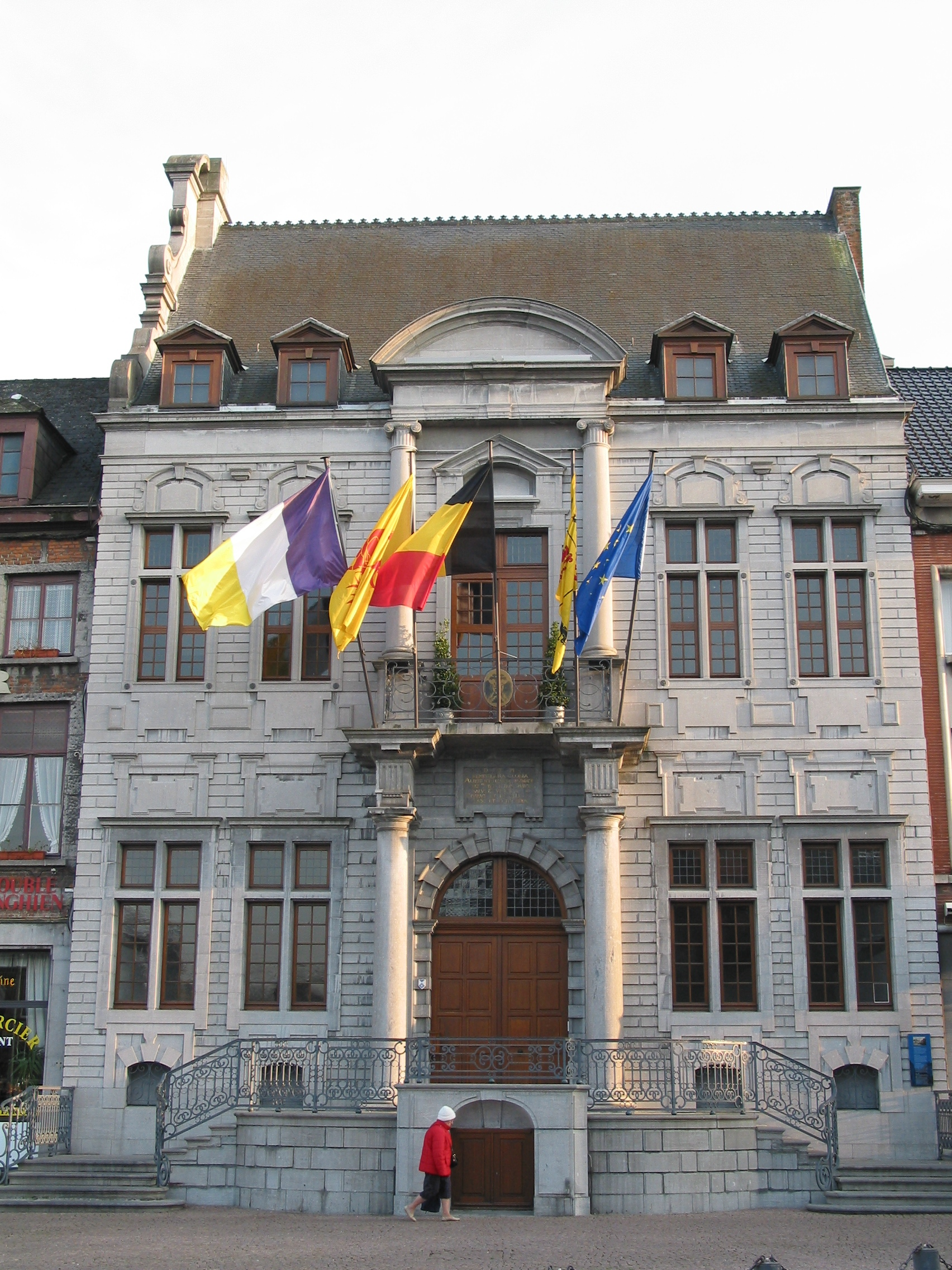
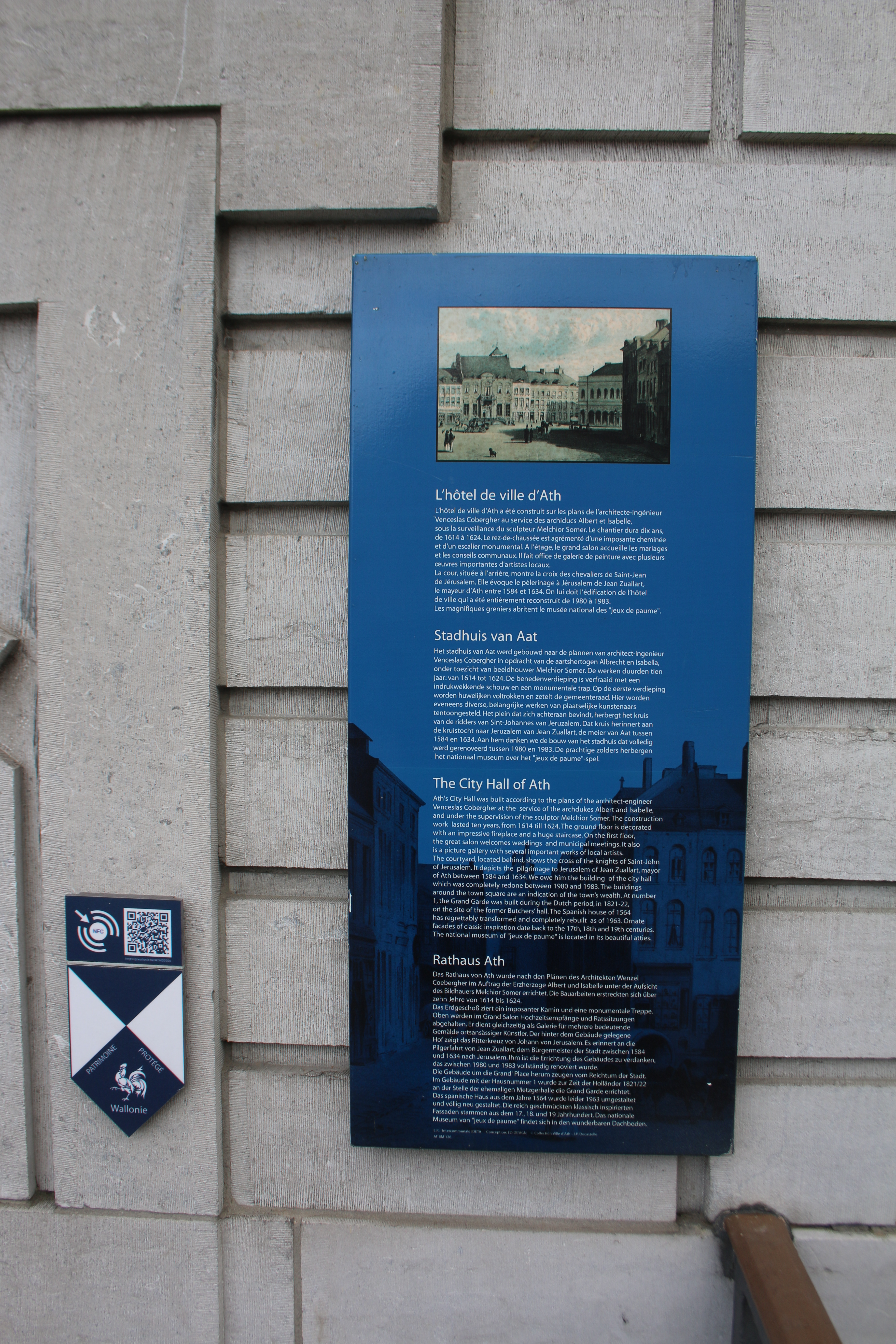